# Rajdowe Mistrzostwa Europy 1953

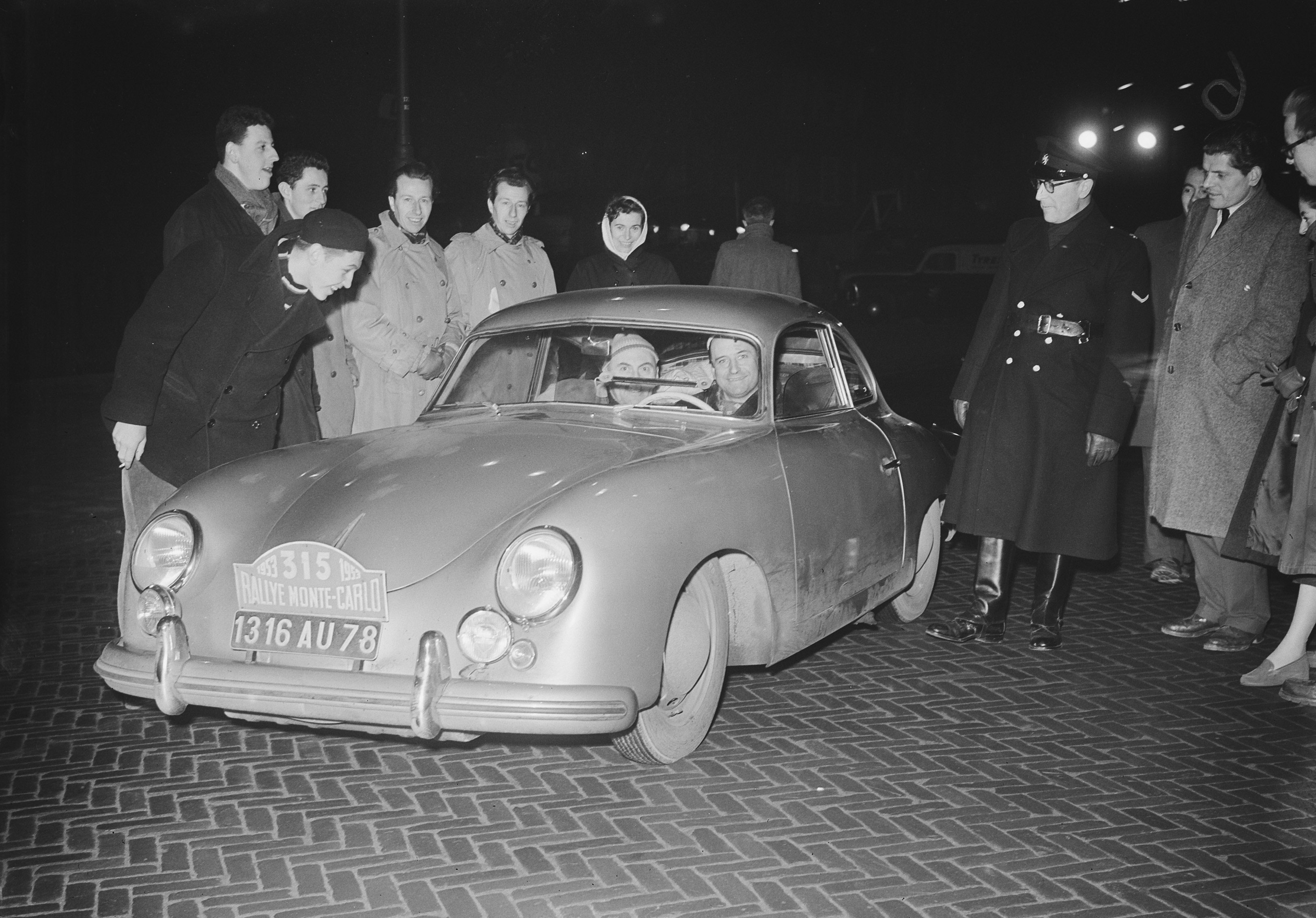
23. Rallye Automobile de Monte-Carlo

Sezon Rajdowych Mistrzostw Europy 1953 był 1 sezonem Rajdowych Mistrzostw Europy (FIA European Rally Championship). Składał się z 10 rajdów, rozgrywanych na terenie Europy.

## Kalendarz[1]
| Runda | Data               | Nazwa rajdu                               | Zwycięzca                   | Wyniki |
| ----- | ------------------ | ----------------------------------------- | --------------------------- | ------ |
| 1     | 20-27 stycznia     | 23. Rallye Automobile de Monte-Carlo      | Maurice Gatsonides          | Wyniki |
| 2     | 26 lutego-2 marca  | 4. Rallye Automobilistico del Sestriere   | Gert Seibert                | Wyniki |
| 3     | 23-28 marca        | 3. RAC Rally of Great Britain             | Ian Appleyard               | Wyniki |
| 4     | 26-30 kwietnia     | 5. Internationale Tulpenrallye            | Hugo van Zuylen van Nijvelt | Wyniki |
| 5     | 30 maja-2 czerwca  | 3. Internationale Rallye Travemunde       | Helmut Polensky             | Wyniki |
| 6     | 13-16 czerwca      | 4. Svenska Rallyt till Midnattssolen      | Sture Nottorp               | Wyniki |
| 7     | 10-16 lipca        | 16. Rallye International des Alpes        | Helmut Polensky             | Wyniki |
| 8     | 19-23 sierpnia     | 12. Liège-Rome-Liège                      | Johnny Claes                | Wyniki |
| 9     | 11-13 września     | 3. Viking Rally                           | Carsten Johansson           | Wyniki |
| 10    | 13-18 października | 7. Rally Automovel Int. de Lisboa-Estoril | Joaquim Nogueira            | Wyniki |

## Klasyfikacja kierowców[1][2]
| Msc. | Kierowca          | MCO | ITA | GBR | NLD | GER | SWE | FRA | BEL | NOR | PRT | Punkty |
| ---- | ----------------- | --- | --- | --- | --- | --- | --- | --- | --- | --- | --- | ------ |
| 1    | Helmut Polensky   |     | 13  |     |     | 1   |     | 1   |     | 2   | 3   | 74.0   |
| 2    | Ian Appleyard     | 2   |     | 1   | 5   |     |     | 5   |     |     | 2   | 66.0   |
| 3    | Gert Seibert      |     | 1   |     |     | 2   |     |     |     |     |     | 42.0   |
| 4    | Michel Grosgogeat |     |     |     |     |     |     |     |     |     |     | ?      |
| 5    | Jacques Herzet    |     |     |     |     |     |     |     |     |     |     | ?      |

| Kolor     | Opis                   |
| --------- | ---------------------- |
| Złoty     | Zwycięzca              |
| Srebrny   | 2. miejsce             |
| Brązowy   | 3. miejsce             |
| Zielony   | Punktowane miejsce     |
| Niebieski | Ukończył nie punktował |
| Fioletowy | Nie ukończył NU        |
| Czarny    | Wykluczony X           |
| Biały     | Nie wystartował NW     |
| Puste     | Nie brał udziału       |

| Msc. | Kierowca          | MCO | ITA | GBR | NLD | GER | SWE | FRA | BEL | NOR | PRT | Punkty |
| ---- | ----------------- | --- | --- | --- | --- | --- | --- | --- | --- | --- | --- | ------ |
| 1    | Helmut Polensky   |     | 13  |     |     | 1   |     | 1   |     | 2   | 3   | 74.0   |
| 2    | Ian Appleyard     | 2   |     | 1   | 5   |     |     | 5   |     |     | 2   | 66.0   |
| 3    | Gert Seibert      |     | 1   |     |     | 2   |     |     |     |     |     | 42.0   |
| 4    | Michel Grosgogeat |     |     |     |     |     |     |     |     |     |     | ?      |
| 5    | Jacques Herzet    |     |     |     |     |     |     |     |     |     |     | ?      |

| Kolor     | Opis                   |
| --------- | ---------------------- |
| Złoty     | Zwycięzca              |
| Srebrny   | 2. miejsce             |
| Brązowy   | 3. miejsce             |
| Zielony   | Punktowane miejsce     |
| Niebieski | Ukończył nie punktował |
| Fioletowy | Nie ukończył NU        |
| Czarny    | Wykluczony X           |
| Biały     | Nie wystartował NW     |
| Puste     | Nie brał udziału       |